# Canovelles
Canovelles est une commune de la province de Barcelone, en Catalogne, en Espagne, de la comarque du Vallès Oriental.

## Géographie
Commune située à proximité de Granollers.
Canovelles se trouve près de Mina Botieso
| Santa Eulàlia de Ronçana | L'Ametlla del Vallès |                           |
| Lliçà d'Amunt            | Canovelles           | Les Franqueses del Vallès |
|                          | Granollers           |                           |